# 周炫瑋
周炫瑋（1988年—），前任香港大埔區議會寶雅選區前區議員，前新民主同盟成員，2022年起定居加拿大多倫多。

## 從政生涯
2015年區議會選舉，周炫瑋參選大埔區議會寶雅選區，以2,683票，擊敗僅得2,292票，角逐連任的前立法會議員民建聯黃容根，成功當選。
2019年區議會選舉，新民主同盟周炫瑋爭取連任，面對民建聯葉俊傑挑戰，結果周以全區最高票的6,657票當選，而葉得到3,300票。
2021年6月5日，周炫瑋宣布退出新民主同盟。
2021年6月30日，周炫瑋宣布辭任區議員。